# Visual Studio Code
Visual Studio Code е редактор на програмен код за Windows, Linux и OS X. Това е първият редактор на Microsoft, който може да се ползва под Linux и macOS. Поддържа богат набор от инструменти за разработване като дебъгване, вграден Git Control, IntelliSense, „Side-by-Side Editing“ (позволява работа едновременно върху 2 файла отворени един до друг) и др. Той също така дава възможност за персонализиране, което означава, че потребителите могат да променят темата на редактора, клавишните комбинации, настройките и др. Все още не е известно дали потребителите ще могат да разширяват функциите на редактора чрез разработване на различни разширения, както е във Visual Studio. Редакторът е продукт на Microsoft и е безплатен, публично достъпен за преглед.
Visual Studio Code е базиран на Electron, който е базиран на Chromium, използван да разгръща io.js приложения за десктопа.
Visual Studio Code използва Blink layout engine, за да направи интерфейса.

## История
Visual Studio Code е обявен и пуснат на 29 април 2015 от Microsoft по време на 2015 Build конференцията.

## Поддържани езици
Visual Studio Code поддържа над 30 програмни езика. Таблицата по-долу дава кратко описание на характеристиките на езиците, които има в него.
| Характеристики                               | Езици |
| -------------------------------------------- | --- |
| Синтактично оцветяване, съвпадане на скоби   | Batch, C++, Clojure, CoffeeScript, DockerFile, F#, Go, Jade, Java, HandleBars, Ini, Lua, Makefile, Markdown, Objective-C, Perl, PHP, PowerShell, Python, R, Razor, Ruby, Rust, SQL, Visual Basic, XML |
| IntelliSense, linting, очертание             | CSS, HTML, JavaScript, JSON, Less, Sass |
| Рефакториране, намиране на всички референции | C#, TypeScript |

## Документация
Документацията на Visual Studio Code е общодостъпна за преглед и промяна в GitHub

## Поддръжка и нови версии
Разработчиците на Visual Studio Code поддържат добре воден Блог, в който представят всички нови версии и промени по едитора. 

## Социални мрежи
Visual Studio Code има и официален Twitter акаунт – „@code“ 

## Разширения
VS Code разполага с много вградени и опционални помощни инструменти като:
- ASP.NET 5 – фреймуърк за изработка на web и cloud приложения. Напълно отворена и достъпна в GitHub
- Node.js – платформа за лесно и бързо изработване на мрежови приложения
- git – вграден сорс контрол
- Express – фреймуърк за Node.js приложения използваща Jade темплейт енджин
- mocha – JavaScript тестов фреймуърк базиран на Node.js
- bower – пакетен мениджър
- TypeScript – структурира JavaScript код

## Настройки и персонализиране
VS Code предлага пълно персонализиране на командите и клавишните комбинации. Настройките са достъпни както меню „File --> Preferences --> Keyboard Shortcuts“ така и от JSON документ (keybindings.json), който може да се отвори успоредно с тях.

```
 // Keybindings that are active when the focus is in the editor
 { "key": "home",       "when": "editorTextFocus", "command": "cursorHome" },
 { "key": "shift+home", "when": "editorTextFocus", "command": "cursorHomeSelect" },

 // Keybindings that are complementary
 { "key": "f5",         "when": "inDebugMode",     "command": "workbench.action.debug.play" },
 { "key": "f5",         "when": "!inDebugMode",    "command": "workbench.action.debug.start" }

 // Global keybindings
 { "key": "ctrl+f",                                "command": "actions.find" },
 { "key": "alt+left",                              "command": "workbench.action.navigateBack" },
 { "key": "alt+right",                             "command": "workbench.action.navigateForward" },

 // Global keybindings using chords
 { "key": "ctrl+u l",                              "command": "omnisharp.show.generalLog" },
 { "key": "ctrl+u ctrl+l",                         "command": "omnisharp.show.generalLogOnSide" },

```

Настройките на изгледа на редактора също са достъпни по два начина:
- чрез меню „File --> Preferences“
- под формата на json

```
 // Overwrite settings by placing them into your settings file.
 {
    //-------- Editor configuration --------
    // Controls the font family.
    "editor.fontFamily": "",

    // Controls the font size.
    "editor.fontSize": 0,

    // Controls the line height.
    "editor.lineHeight": 0,
 ...

```